# Prades (arrondissement)

Arrondissementet Prades i Pyrénées-Orientales

Prades är ett franskt arrondissement i departementet Pyrénées-Orientales. Det hade 42 794 invånare, 23 invånare/km², år 2012. Area är 1 845 km².

## Kantoner
- Mont-Louis
- Olette
- Prades
- Saillagouse
- Sournia
- Vinça